# Raffaella De Laurentiis
Pour les articles homonymes, voir De Laurentiis.
Raffaella De Laurentiis, née le 28 juin 1954, à Rome, est une productrice italienne de films pour le cinéma. 

## Biographie
Raffaella De Laurentiis est la fille du producteur Dino De Laurentiis et de l'actrice Silvana Mangano.

## Filmographie
- 1981 : Beyond the Reef (aussi connu sous le titre Sea Killer et pour le Royaume-Uni, Shark Boy of Bora Bora)  (productrice)
- 1982 : Conan le Barbare (Conan the Barbarian) (productrice)
- 1984 : Conan le Destructeur (Conan the Destroyer) (productrice)
- 1984 : Dune  (productrice)
- 1986 : James Clavell's Tai-Pan (productrice)
- 1989 : Prancer (productrice)
- 1991 : Timebomb (productrice)
- 1991 : Backdraft  (producteur délégué)
- 1993 : Dragon, l'histoire de Bruce Lee (Dragon: The Bruce Lee Story) (productrice)
- 1994 : Vanishing Son  (téléfilm) (producteur délégué)
- 1994 : La Mère idéale (Trading Mom ou The Mommy Market (USA)) (productrice)
- 1994 : Vanishing Son II (téléfilm) (producteur délégué)
- 1994 : Vanishing Son III (téléfilm) (producteur délégué)
- 1994 : Vanishing Son IV (téléfilm) (producteur délégué)
- 1996 : Cœur de dragon (Dragonheart) (productrice)
- 1996 : Daylight (en canadien français, Le tunnel de l'enfer)  (executive producer)
- 1997 : The Guardian (téléfilm) (productrice)
- 1997 : Kull le conquérant (Kull the Conqueror) (productrice)
- 1998 : Black Dog (productrice)
- 2000 : Cœur de dragon II - Un nouveau départ (Dragonheart: A New Beginning)  (vidéofilm) (productrice)
- 2001 : Uprising (téléfilm) (productrice)
- 2001 : Le Retour du petit renne (Prancer Returns)  (vidéofilm) (producteur délégué) Le Retour du petit renne (titre Canadien français)
- 2003 : Stealing Christmas (téléfilm) (producteur délégué)
- 2004 : Capitaine Sky et le monde de demain (Sky Captain and the World of Tomorrow) (producteur délégué)
- 2007 : La Dernière Légion (The Last Legion) (productrice)
- 2008 : Le Royaume interdit (The Forbidden Kingdom) (producteur délégué)
- 2017 : Seven Sisters (productrice)